# 焙茶

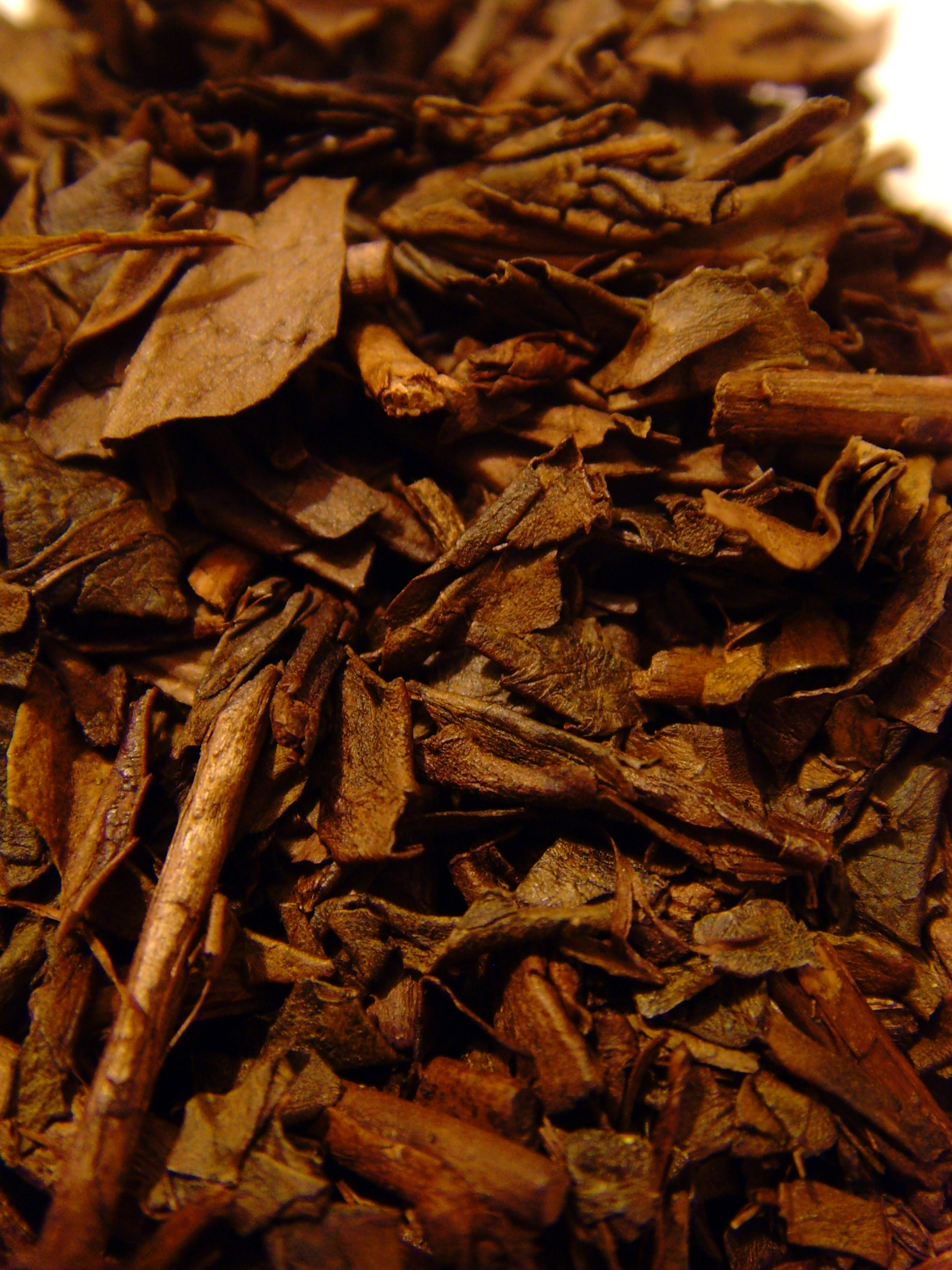
生茶水分经过焙烤颜色由绿色变为深绿或棕色

焙茶即用火烘製茶葉，為製茶技術的一種。目的是進一步去除茶葉中所含水分，提高香味品質，提高保存效果等。烘焙是製作包種茶的重要步驟之一。

## 飲用
茶葉經過烘焙程序後，其中苦澀來源的單寧酸（兒茶素等）會受到破壞，因而有抑制苦澀味的作用，比起其他茶種口感較為清爽。咖啡因含量較少，對胃臟的負擔也輕，不論是小孩、老年人、病人都可以放心飲用。

## 外部連結
- 焙茶技術講座

1. ↑  .   [2018-09-09]. （原始内容存档于2020-10-06）.